# Grans
Grans település Franciaországban, Bouches-du-Rhône megyében. Lakosainak száma 5382 fő (2022. január 1.). Grans Cornillon-Confoux, Lançon-Provence, Miramas és Salon-de-Provence községekkel határos.

## Népesség
A település népességének változása:
| Lakosok száma | 2446 | 3095 | 3436 | 4033 | 4362 | 4703 | 5118 | 5196 | 5201 | 5382 |
|               | 1968 | 1982 | 1990 | 2006 | 2013 | 2015 | 2017 | 2019 | 2020 | 2022 |